# デフォレスト・クリントン・ジャービス
デフォレスト・クリントン・ジャービス（DeForest Clinton Jarvis, 1881年3月15日 - 1966年8月18日）は、アメリカ合衆国バーモント州出身の医師。長寿州とされる同州の民間療法に関する書籍『バーモントの民間療法』（1958年）を著したことで知られる。
ジャービスが紹介した「バーモント健康法」は一世を風靡したが、リンゴ酢と蜂蜜を混合した飲料（スウィッチェル (switchel) やホネガー（honegar）と呼ばれるもの）を推奨したことがよく知られている。

## 生涯
ジャービスは、父ジョージ・ジャービス (George Jarvis)、母アビー・ビンセント (Abbie Vincent)の子として生まれる。出生地はニューヨーク州プラッツバーグであるが、バーモント州に代々暮らす家族の5代目であり、バーモント州バーリントンで成長した。1904年にバーモント大学医学部を卒業し、1909年にバーモント州バリで医師として開業した。
ジャービスはパール・マコンバー (Pearl Macomber) と結婚し、一女シルビア（Sylvia Jarvis Smith, 1914年6月29日 - 2009年12月27日）を儲けた。 ジャービスの趣味は宝飾品づくりやチェロの演奏で、子供のオーケストラを22年にわたって運営した。
ジャービスの1958年の著書 Folk Medicine: A Vermont Doctor's Guide to Good Health（日本語訳題『バーモントの民間療法』） は、ニューヨークタイムズ紙のベストセラーリストに2年間にわたって載り続け、最終的に100万部以上を販売した。ある論者は、古代ローマでプリニウスが健康のために用いていた蜂蜜と酢を、ジャービスが蜂蜜とリンゴ酢として現代によみがえらせ、再び普及させたと記した。
ジャービスはバーモント州サウス・バリのジルアード・ナーシングホーム (Girouard Nursing Home) において、85歳で死去した。死因はは慢性腎臓感染症・脳血栓症・動脈硬化症であった。

## 評価
ジャービスは、酢を使うことによって体内の酸性度をアルカリ性よりも酸性に保つことを推奨し、それが火傷や静脈瘤などの病気の治療に効果があると信じていた。
1960年、"Honegar"の販売との関連でアメリカ食品医薬品局(FDA)が押収したものの中に、ジャービスの『バーモントの民間医療』が含まれていた。医師のルイス・ラザーニャは次のように記している。
ニューヨーク州オールバニでは、FDAの捜査官が蜂蜜とリンゴ酢の混合物である「Honegar」6万ドル相当を押収した。「Honegar」は50近くの病気や症状への使用が想定されていたが、それに対する適切な指示が記載されていなかったためである。混合物とともに押収されたのはジャービスの著書からの転載と引用文であった（ジャービスは明らかにこの製品の商業的製造には関与していなかった）
ジャービスは、リンゴ酢と蜂蜜が関節炎、糖尿病、高血圧、心臓病、その他多くの病気の治療に使用できるという考えを広めた。医療当局はこれらの主張をナンセンスであるとして否定している。

## 著書
- Folk Medicine: A Vermont Doctor's Guide to Good Health (1958). New York: Holt. ISBN 978-1447446378
  - D.C.ジャービス（大原武夫訳）『バーモントの民間療法』（ダイヤモンド社、1961年）
- Arthritis and Folk Medicine (1960). New York: Holt, Rinehart and Winston.
  - D.C.ジャービス（大原武夫訳）『バーモント健康法 -リンゴ酢とハチミツはなぜ効くか』（ダイヤモンド社、1975年）